# Чарнецкий, Павел
Павел Чарнецкий (пол. Paweł Czarniecki; до 1598 — начало 1664) — польский военачальник, ротмистр и полковник королевских войск. Кавалер Мальтийского ордена с 1662 года.

## Биография
Представитель польского шляхетского рода Чарнецких герба «Лодзя».
Третий из 9-ти сыновей королевского дворянина Кшиштофа Чарнецкого.
С молодости избрал военную карьеру. Под его командованием в казацкой хоругви приобретал опыт и овладевал военным искусством его младшей брат Стефан Чарнецкий, будущий национальный герой Польши, гетман польный коронный Речи Посполитой (1665).
Павел Чарнецкий начал военную карьеру в войске венгерского королевства, затем воевал в рядах армии Священной Римской империи.
Под командованием польного гетмана коронного Станислава Конецпольского участвовал 20 июня 1624 года в победной битве под Мартыновым против татар.
В 1625 году сражался против крестьянско-казацкого войска в битве на Куруковом озере.
Позже принимал участие в Прусской войне (1626—1629) со шведами.
В марте 1633 года получил письмо короля с предложением вернуться со службы у императора Священной Римской империи Фердинанда III.
С этого времени сведения о нём обрываются, известно лишь, что в «поисках воинской славы» он отправился за рубежи Речи Посполитой на Крит, Мальту, участвовал в осаде Канн (1645).
В 1662 году — полковник королевского войска, владелец г. Равича.
Умер в начале 1664 года.